# اچ‌ام‌اس آلبیون (۱۸۰۲)

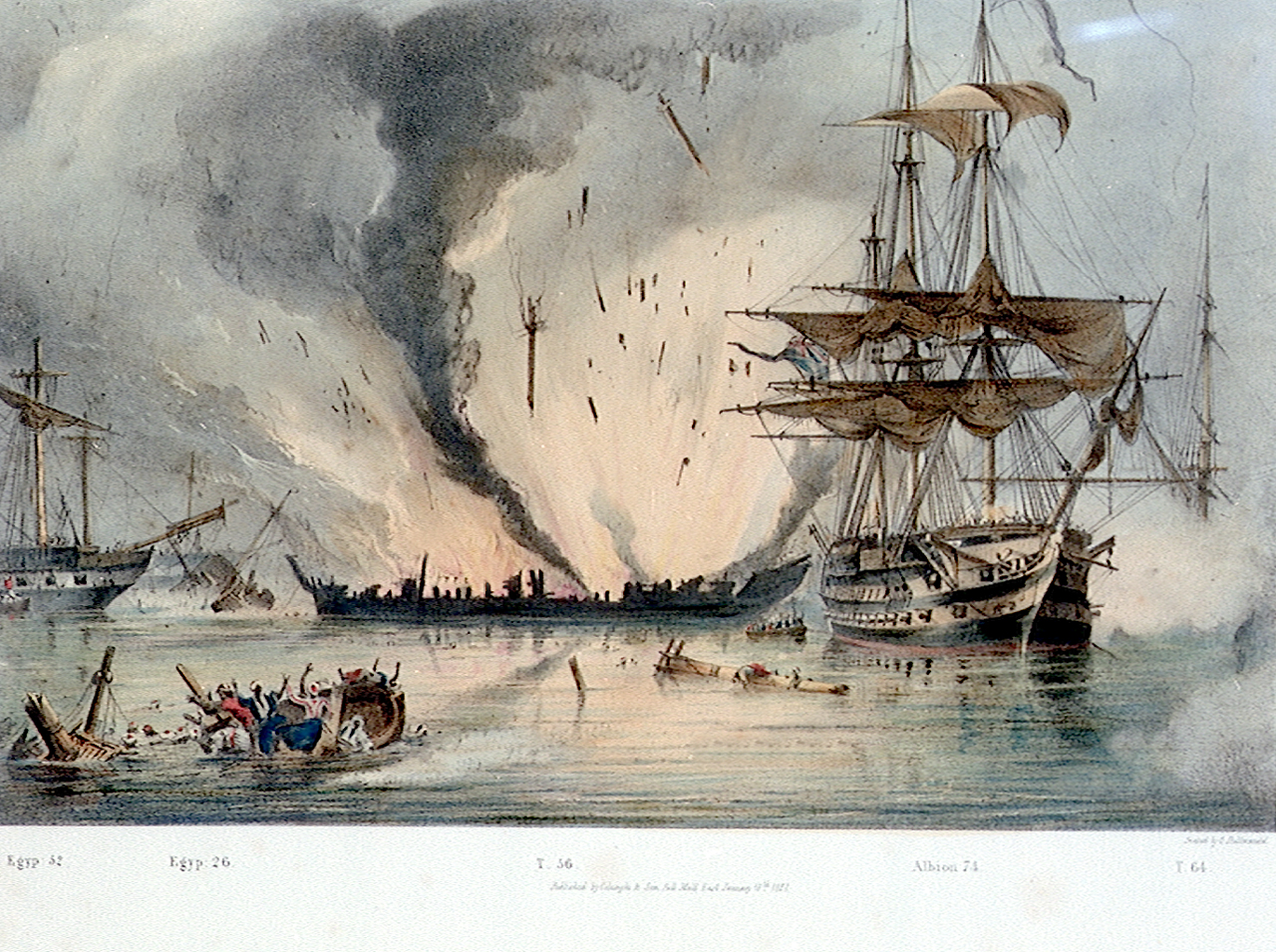
قدرت کشتی نسبت به سایرین نیروی دریایی انگلیس

اچ‌ام‌اس آلبیون (۱۸۰۲) (به انگلیسی: HMS Albion (1802)) یک کشتی بود که طول آن ۱۷۵ فوت (۵۳ متر) بود. این کشتی در سال ۱۸۰۲ ساخته شد.